# Tünel

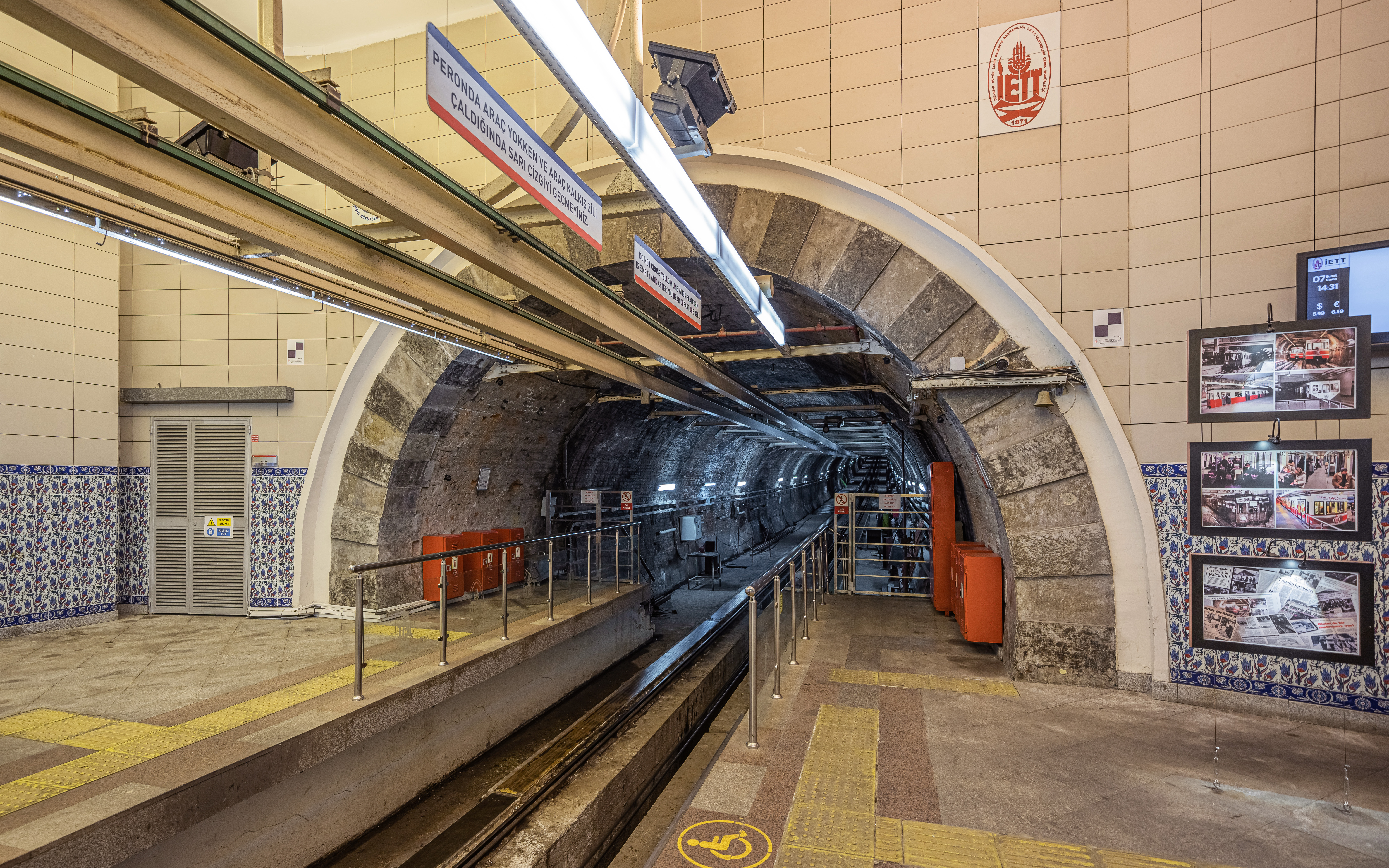
Der Tünel am Talbahnhof Karaköy

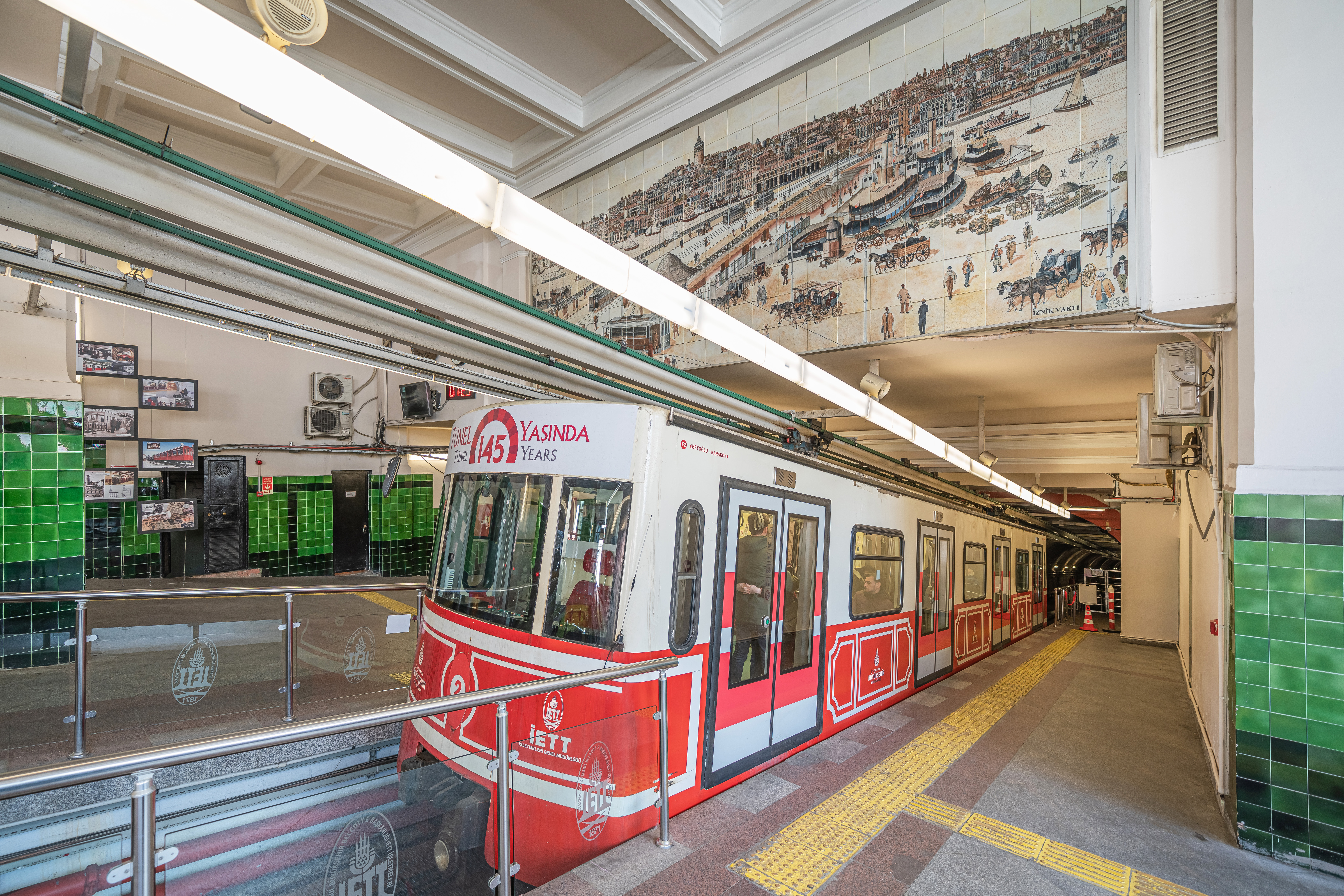
Ein moderner Wagen an der Station Beyoğlu

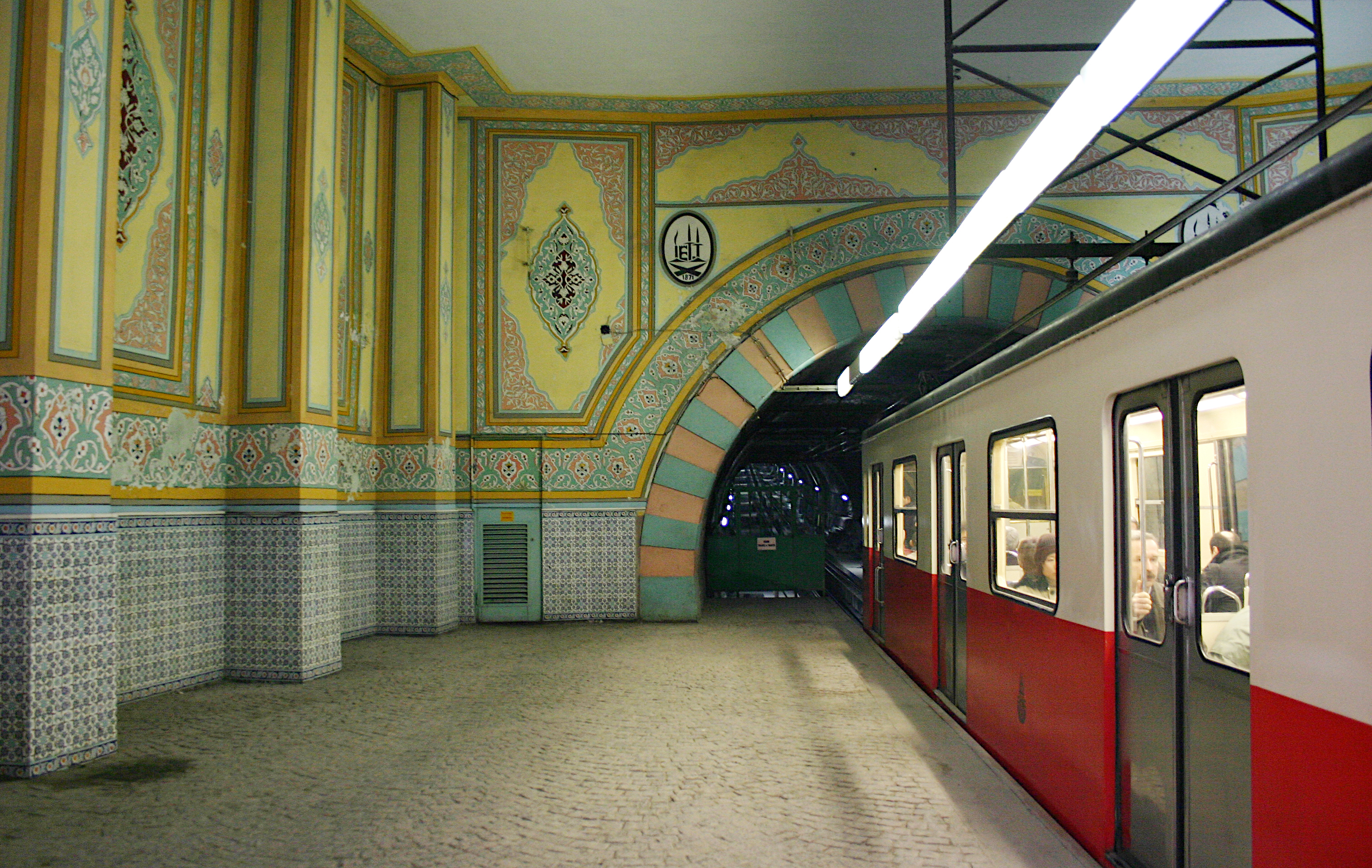
Ein alter Wagen an der Station Karaköy vor den Renovierungsmaßnahmen

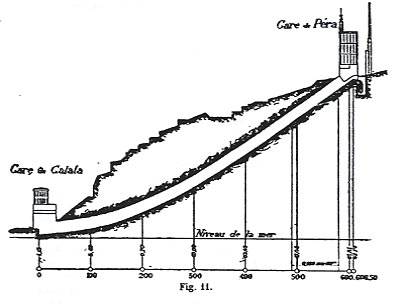
Höhenunterschied zwischen den beiden Endstationen.

Der Tünel ist eine unterirdisch verlaufende Standseilbahn im europäischen Teil Istanbuls und gilt mit ihrem Eröffnungsjahr 1875 als die älteste dauernd bestehende Standseilbahn Europas, da die ältere Budavári Sikló in Budapest zeitweilig außer Betrieb war. Sie gilt nach der London Underground als zweitälteste U-Bahn der Welt. Die Bahn steigt in einer parabolischen Kurve 61,55 m in die Höhe und fährt auf einer Entfernung von 606,50 m. Eine U-Bahn ist sie nur in dem Sinne, dass sie unterirdisch geführt wird, die Antriebstechnik ist die einer reinen Standseilbahn.
Sie gilt als eine der kürzesten U-Bahnen der Welt und wird von der Istanbuler Nahverkehrsgesellschaft İETT betrieben.

## Geschichte

### Planungsphase
Im Jahr 1867 ermittelte der französische Ingenieur Eugène-Henri Gavand den Bedarf nach einer schnellen Verbindung zwischen dem alten Pera und dem Ufer des Goldenen Horns (Karaköy). Es war quasi die Fortsetzung des Orientexpress (Endbahnhof Sirkeci auf der anderen Seite des Horns) zum „Europäer-Viertel“ der Metropole. Als eine Möglichkeit konzipierte er zunächst eine Art Eisenbahn in der Form einer Fahrtreppe. Nach langen Beratungen, Besprechungen und Bitten erhielt er am 6. November 1869 von Sultan Abdülaziz die Erlaubnis zum Bau eines Tunnels. Ihre Fortsetzung bergseits fand diese Bahn in der heute nostalgischen Tram auf der İstiklal, der Flaniermeile in Pera Richtung Taksim.

### Ausführung
Nachdem Gavand einen ausländischen Investor gefunden hatte, begannen die ersten Arbeiten zum Bau des 573 Meter langen Tunnels durch die The Metropolitan Railway of Constantinople from Galata to Pera am 30. Juli 1871. Die Bauarbeiten konnten am 5. Dezember 1874 abgeschlossen werden. Nach den ersten Testfahrten fand die feierliche Eröffnung der Tünel-Bahn am 17. Januar 1875 statt. Anfangs wurde die Bahn mit einer Dampfmaschine (110 kW) betrieben. Der Schornstein gegenüber der „Bergstation“ und die Dampfmaschine existieren noch.
Die Waggons waren so ausgelegt, dass sie Pferde und Gespanne transportieren konnten. 1911 wurde die Konzession auf die Gesellschaft Dersaadet Mülhakatindan Galata ve Beyoğlu Beyninde Tahtel' arz Demiryolu übertragen. Die Stadtregierung kaufte am 1. Januar 1939 die Tünel-Betreibergesellschaft und übertrug den Betrieb am 16. Juni 1939 an die neu gegründete İETT (Istanbul Elektrik Tramvay ve Tünel). Während des Zweiten Weltkrieges musste der Betrieb für dreieinhalb Monate eingestellt werden, da einige Ersatzteile nicht besorgt werden konnten. Nach dieser Zeit wurde Tünel durch die französische Electro Enterprise modernisiert. Die elektrisch mit 257 kW betriebenen Waggons beförderten in 90 Sekunden maximal 170 Personen pro Fahrt zwischen den beiden Haltestellen.
In der langen Betriebsgeschichte des Tünels ereignete sich bislang ein folgenschwerer Unfall: Nachdem am 6. Juli 1943 ein Kabel der Standseilbahn gerissen war, fuhr der Waggon ungebremst mit hoher Geschwindigkeit zu Tal. Ein Mensch starb und sechs wurden schwer verletzt.

### Modernisierte Bahn 1971
Die Elektrifizierung der Tünel-Bahn war am 3. November 1971 abgeschlossen. Heute werden zwei luftbereifte Fahrzeuge eingesetzt, die im Abstand von zwei Minuten, in Spitzenzeiten im Abstand von 90 Sekunden verkehren. Die Höchstgeschwindigkeit liegt bei 30 km/h, die Reisegeschwindigkeit bei 25 km/h.
Aus der zweigleisig geführten Strecke wurde eine eingleisige Gegenverkehrs-Strecke mit einer Ausweiche in der Streckenmitte (Abtsche Weiche).
2007 wurden Tunnelanlagen gegen Erdbeben verstärkt.
Insgesamt befördert der Tünel etwa 5,4 Millionen Fahrgäste pro Jahr. Er fährt pro Jahr insgesamt 64.800mal zwischen der Talstation Karaköy und der Bergstation Tünel hin und her und legt dabei 37.066 Kilometer zurück.